# Aphrodes paralongus
Aphrodes paralongus är en insekt som beskrevs 1960 av Jiří Dlabola. Arten ingår i släktet Aphrodes och familjen dvärgstritar. Artens typlokal är Syrien, men den har även återfunnits i Jordanien. Inga underarter finns listade i Catalogue of Life.